# 京成千葉站
京成千葉站（日语：／ Keisei-Chiba eki */?）是位於日本千葉縣千葉市中央區，屬於京成電鐵千葉線的鐵路車站。站名牌與旅客資訊採用省略「京成」二字的「千葉」。車站編號是KS59。本站與東日本旅客鐵道（JR東日本）和千葉都市單軌電車的千葉站之間是不共用站體的互相轉乘站，但與千葉都市單軌電車車站連通，可透過單軌電車口前往JR千葉站的電車車站聯絡通道。

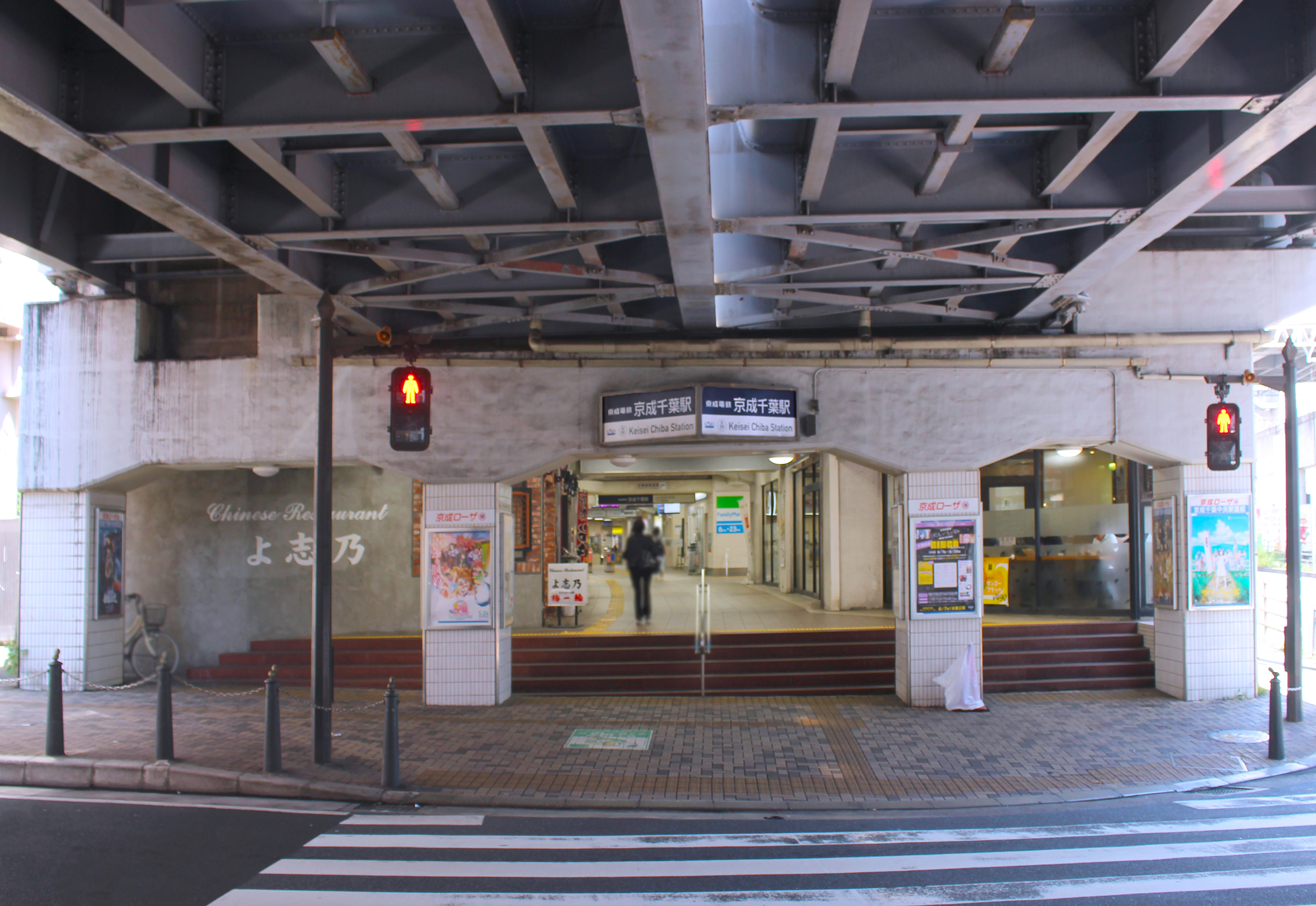
東口（2024年6月）

## 年表
- 1967年（昭和42年）12月1日 - 車站啟用，當時稱為國鐵千葉站前站[2]。

- 1974年（昭和49年）12月15日 - 廢止快速列車，本站僅停靠普通列車[3]。
- 1987年（昭和62年）4月1日 - 國鐵分割民營化，車站改稱為京成千葉站、原來的京成千葉站更名為千葉中央站[4]。

- 1994年（平成6年）7月1日 - 開設西檢票口[5]。
- 1995年（平成7年）8月1日 - 開設單軌電車檢票口[6]。
- 2006年（平成18年）12月10日 - 新京成電鐵與京成千葉線直通運轉，新京成車輛駛入本站[7]。
- 2018年3月24日 - 付費區前大廳與月台改用全彩LED式列車資訊顯示器。同時改用詳細型進站廣播。

## 車站構造
本站是相對式月台2面2線的高架車站。下行列車可見月台位在右彎上。月台有效長度可停靠8輛編組。站內設有三處驗票口，但僅西驗票口有配置站員。
| 月台 | 路線   | 方向 | 目的地                            |
| ---- | ------ | ---- | --------------------------------- |
| 1    | 千葉線 | 下行 | 津田沼、上野、 成田機場松戶線方向 |
| 2    | 千葉線 | 上行 | 千葉中央、千原台方向              |

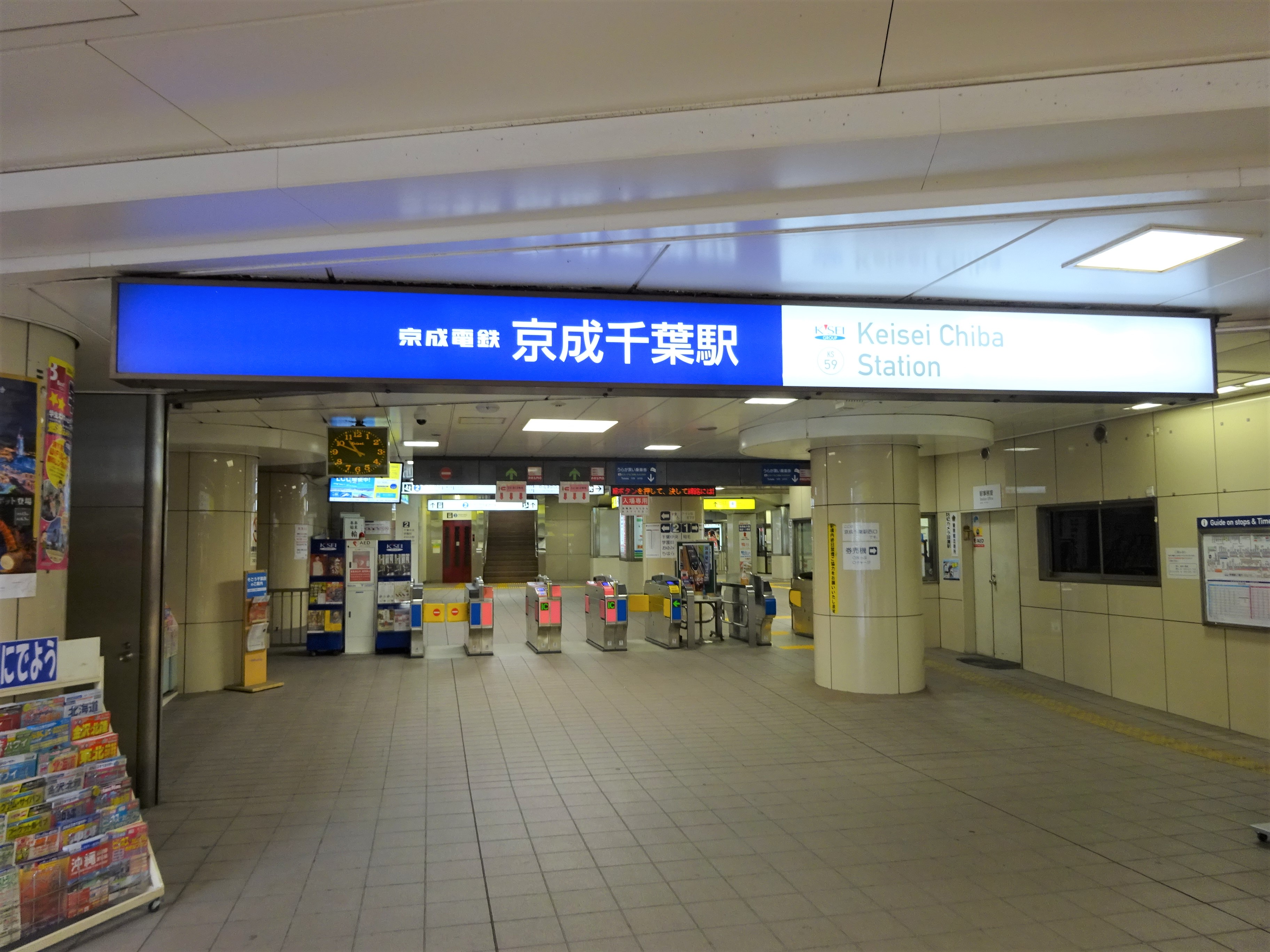
西驗票口（2016年12月）
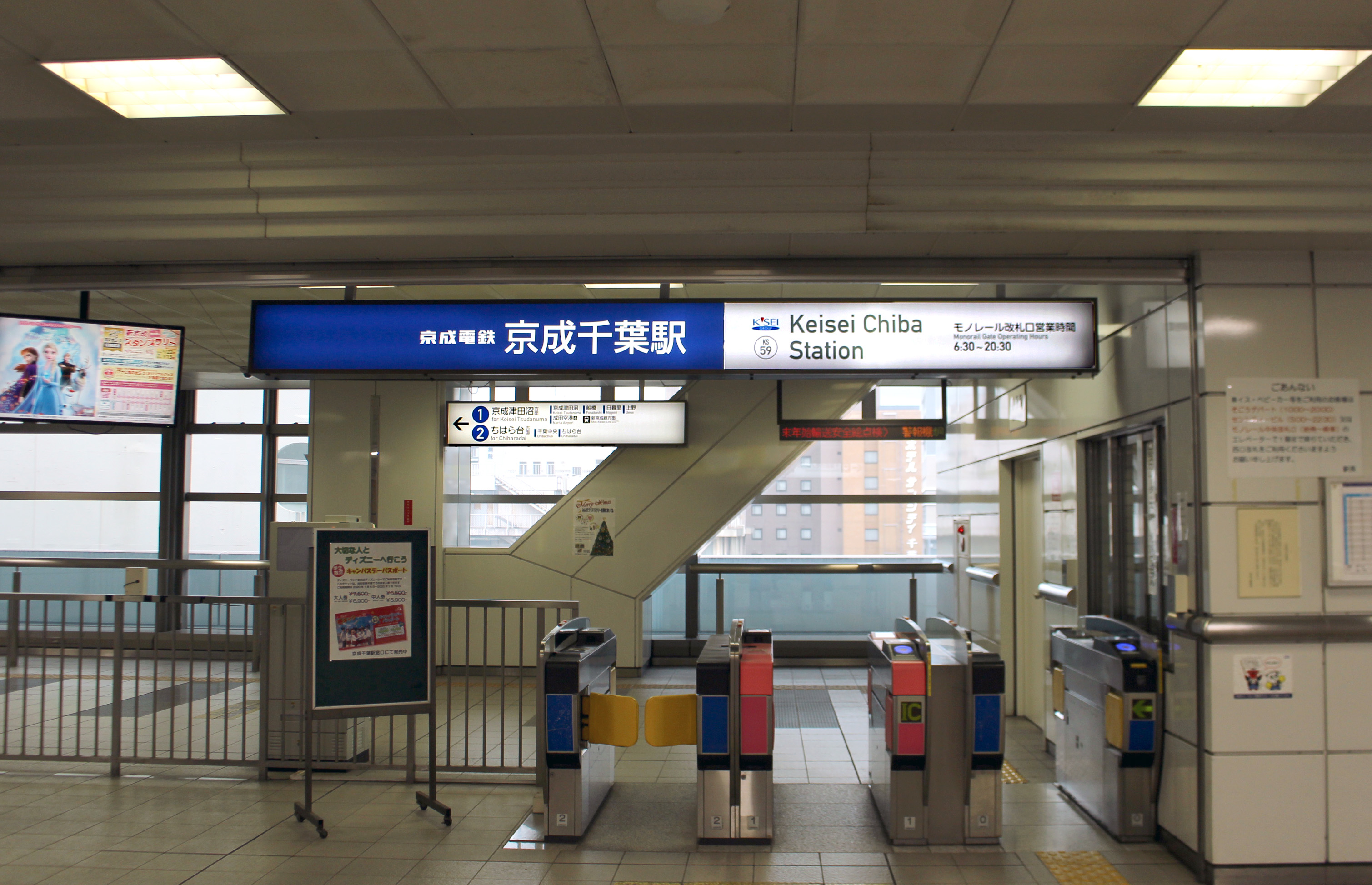
單軌電車連絡驗票口（2019年12月）
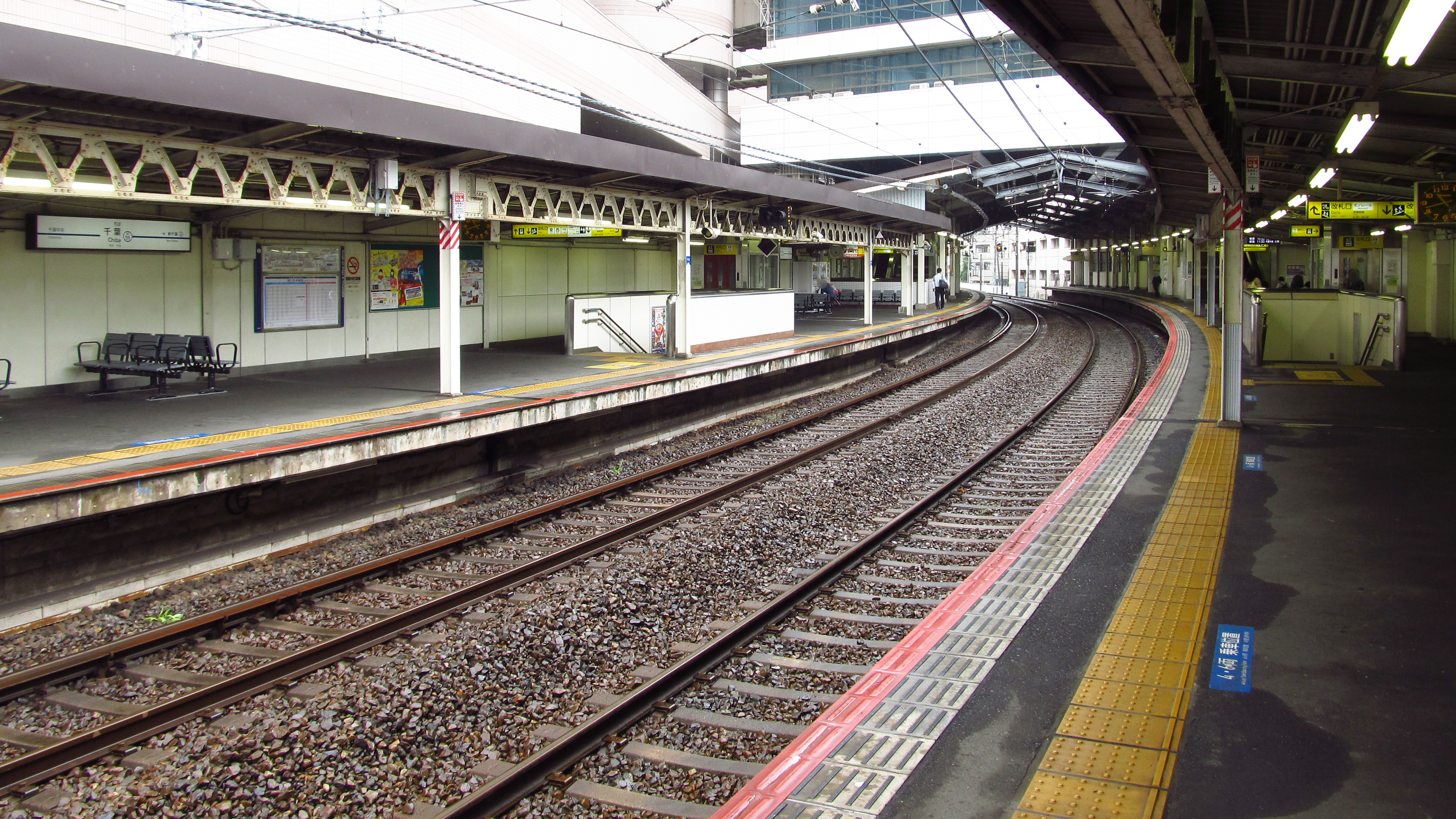
月台（2019年7月）
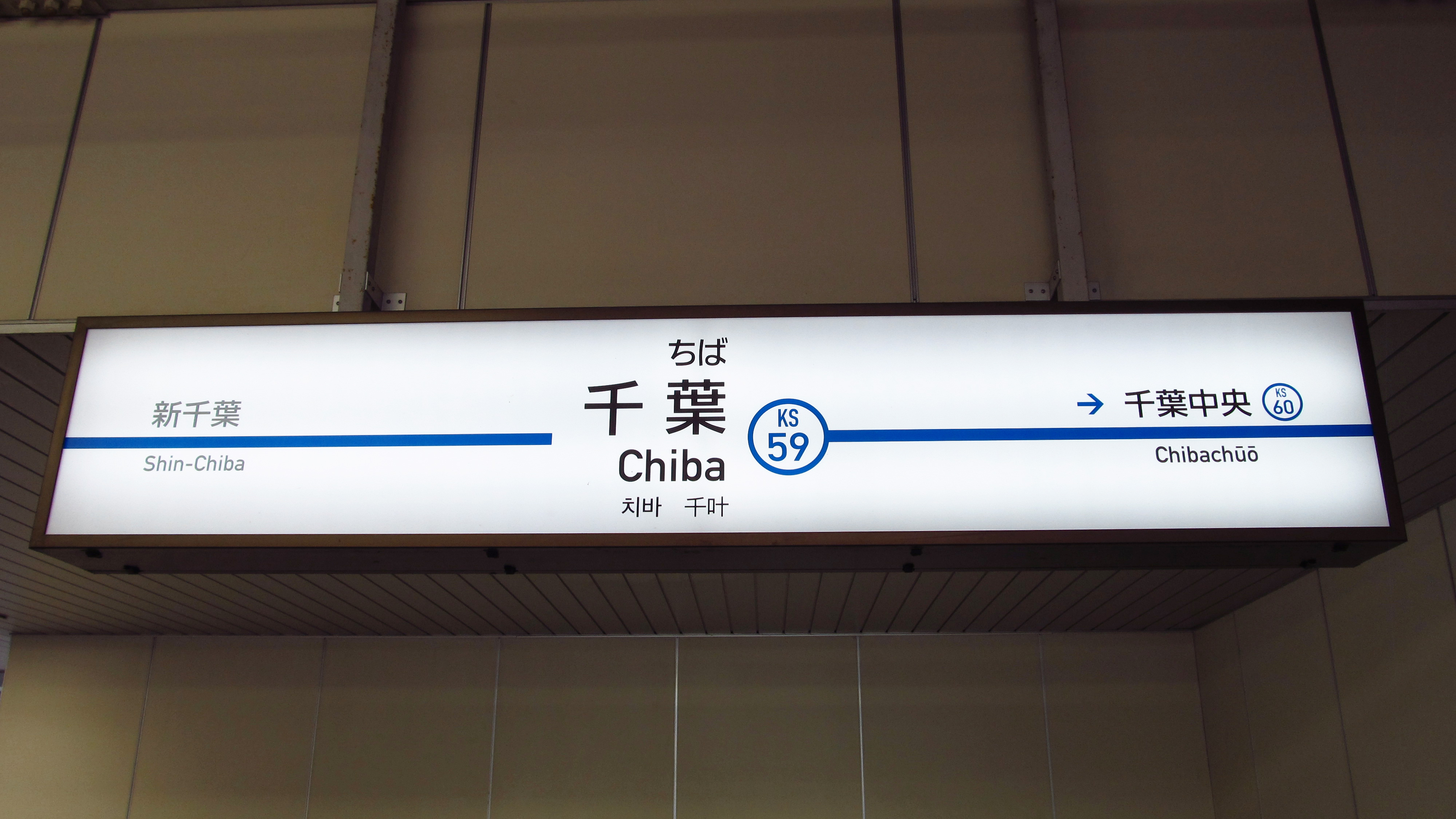
2號月台站名標（2019年7月）

## 使用情況
2016年度一日平均上下車人次為28,118人，京成線內69個車站當中排行第15位。千葉線內最多乘客上下車的車站。
近年一日平均上車人次推移如下表。
| 年度               | 1日平均 上下車人次 | 1日平均 上車人次 |
| ------------------ | ------------------ | ---------------- |
| 2003年（平成15年） |                    | 11,038           |
| 2004年（平成16年） |                    | 10,943           |
| 2005年（平成17年） |                    | 11,009           |
| 2006年（平成18年） | 22,332             | 11,376           |
| 2007年（平成19年） | 23,866             | 12,039           |
| 2008年（平成20年） | 24,563             | 12,318           |
| 2009年（平成21年） | 24,428             | 12,231           |
| 2010年（平成22年） | 24,804             | 12,406           |
| 2011年（平成23年） | 24,448             | 12,237           |
| 2012年（平成24年） | 25,506             | 12,727           |
| 2013年（平成25年） | 26,619             | 13,275           |
| 2014年（平成26年） | 26,577             | 13,235           |
| 2015年（平成27年） | 27,470             |                  |
| 2016年（平成28年） | 28,118             |                  |

## 車站周邊
本站可轉乘JR千葉站與千葉都市單軌電車1號線、2號線千葉站。
站體與SOGO千葉店一體化，有通道直通SOGO四樓與SENCITY TOWER四樓。

## 相鄰車站
京成電鐵
 千葉線
新千葉（KS58）－京成千葉（KS59）－千葉中央（KS60）

## 外部連結
- 京成千葉｜電車與車站資訊｜京成電鐵
- 京成千葉站PDF - 京成電鐵